# أشلي كول
أشلي دونوفان كول (بالإنجليزية: Ashley Donovan Cole)‏ (مواليد 20 ديسمبر 1980 في لندن - إنجلترا) لاعب كرة قدم إنجليزي سابق لعب مع ديربي كاونتي في مركز الظهير الأيسر والذي اعتزل معهم كلاعب، كما يتم إعتباره أحد أفضل اللاعبين في مركزه.

## المسيرة كلاعب
بدأ اللاعب الإنجليزي أشلي كول بلعب كرة القدم مع فريق نادي آرسنال الإنجليزي كمراهق ووقع كمحترف في 25 فبراير 2000 وكان أول ظهور له مع فريقه في مركز المهاجم ضد فريق ميدلزبرهفي 30 نوفمبر 1999 وأول ظهور له مع فريق نادي آرسنال في الدوري الإنجليزي الممتاز كان في 14 مايو 2000 ضد فريق نيوكاسل يونايتد وخلال مسيرته مع فريق آرسنال انتقل إلى فريق كريستال بالاس الإنجليزي على سبيل الإعارة في موسم 1999 / 2000 ولعب معهم 14 مباراة وأحرز هدف واحد. قرر المدير الفني الفرنسي لفريق آرسنال أرسين فينغر اعتبار كول بديل للبرازيلي سيلفينيو لكن عندما أصيب سيلفينيو في سنة 2000 استغل كول الفرصة واثبت نفسه مع فريقه في مركز الظهير الأيسر وأصبح الخيار الأول لفينغر حتى بعد شفاء سيلفينيو.
في سنة 2005 اتصل كول مع غريم نادي آرسنال في العاصمة البريطانية لندن نادي تشيلسي من دون علم إدارة ناديه وقد غرّم كول 100 ألف جنيه إسترليني في 2 يونيو 2005 وذلك بسبب اجتماعه السري في فندق مع المدير الفني البرتغالي لفريق تشيلسي جوزيه مورينيو والرئيس التنفيذي بيتر كينون ووكيل أعماله جوناثان بارينت. وفي 18 يوليو 2005 مدد كول عقده مع نادي آرسنال لمدة سنة واحدة ولكن بعد انتهاء السنة انتقل إلى نادي تشيلسي. وفي 15 يوليو 2006 أطلق كول هجوم شفوي على نادي آرسنال حيث قال أنهم كبش فداء للاعبين. وفي 28 يوليو أكد نائب رئيس نادي آرسنال ديفيد دين بأن هناك محادثات بين ناديه ونادي تشيلسي حول كول وكانت المحادثات تدور حول رغبة نادي تشيلسي في التعاقد مع كول مقابل 16 مليون جنيه استرليني ولكن أصر نادي آرسنال بأنهم لن يفرطوا بكول بأقل من 25 مليون جنيه استرليني ولكن استمرت المحادثات واتت بالنهاية على انتقال كول إلى نادي تشيلسي مقابل 5 ملايين جنيه إسترليني وانتقال المدافع الفرنسي ويليام غالاس من نادي تشيلسي إلى نادي آرسنال.
بعد ما قالت الأخبار بأن كول انتقل إلى نادي تشيلسي فإن هذا الخبر لم يعجب أنصار نادي آرسنال وقد تمت مهاجمته وانتقاده كثيرا وادعى الكثير منهم بان كول انتقل إلى نادي تشيلسي من اجل المال وسمي من أجل ذلك كاشلي (Cashley).
أخذ كول القميص الرقم 3 في نادي تشيلسي وكان أول ظهور له مع فريقه الجديد ضد فريق تشارلتون أثلتيك حين دخل بديل للإنجليزي واين بريدج وانتهت المباراة بفوز الفريق الأزرق 2-1. وفي فترة بقاء كول مع فريق تشيلسي صرح اللاعب قائلا بأنه غفر لمشجعي نادي آرسنال ولكن جمهور نادي آرسنال لم يغفر له وفي أول مباراة تجمع بين فريقه السابق آرسنال بفريقه الحالي تشيلسي في 12 ديسمبر لوح جمهور فريق نادي آرسنال بمال مزيف على صورة كول وقد لقبوه أيضا [Cashley]. وفي 31 يناير 2007 عانى كول بإصابة شديدة في مباراة فريق تشيلسي ضد فريق بلاكبيرن روفرز وانتهت لمصلحة تشيلسي 3-0 ولكن طبيب الفريق قال بأن الإصابة ليست شديدة وبأنه سيعود قبل إقامة المباراة النهائية لكأس رابطة الأندية الإنجليزية المحترفة 2007 ضد فريق مانشستر يونايتد وبالفعل قد عاد في المباراة ولكن لم يلعبها كاملة بل دخل بديلا في آخر 12 دقيقة وساهم في تحقيق فريقه نتيجة الفوز بهدف سجله المهاجم العاجي ديديه دروغبا. وفي نهاية موسم 2007 – 2008 بعد رحيل مورينيو قيل بأن كول من أكثر اللاعبين المتأثرين جداً من رحيله مما سبب له مشاكل عديدة مع زوجته وبسبب مشاكله العائلية لم يستطع كول من المشاركة مع فريقه في المباراة النهائية لكأس رابطة الأندية الإنجليزية المحترفة 2008 التي خسرها 2-1 من فريق توتنهام هوتسبر وقد كان اللاعب البديل لكول وهو واين بريدج أحد أسباب الخسارة على ملعب ويمبلي. وسجل كول هدفه الأول مع فريق تشيلسي في مرمى فريق ويستهام يونايتد في موسم 2007/2008.
يوم 7 يوليو عام 2014، وقع كول عقدا لمدة عامين مع روما.

## المسيرة الدولية

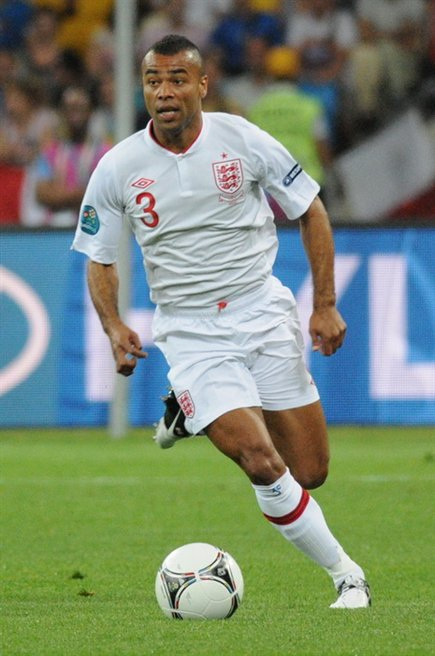
أشلي كول مع منتخب إنجلترا في يورو 2012

شارك كول مع منتخب إنجلترا للشباب تحت 20 سنة وكان أول ظهور له أمام منتخب ألمانيا في 28 مارس 2001. ثم شارك كول مع المنتخب الإنجليزي الأول في بطولة كأس العالم 2002 ويورو 2004 وقد كان كول من أفضل أربعة لاعبين إنجليز في البطولة. ثم شارك كول في جميع مباريات منتخب إنجلترا في بطولة كأس العالم 2006 حيث شهدت هذه البطولة تألقه خصوصا في المباراة أمام منتخب الإكوادور حيث استطاع أن يحمي مرماه من هدف مؤكد من المهاجم الإكوادوري كارلوس تينوريو وقد انتهت المباراة لمصلحة منتخب إنجلترا 1-0 ولكن خرج منتخب إنجلترا من هذه البطولة في الدور الربع النهائي على يد منتخب البرتغال. وشارك كول مع منتخب إنجلترا في 60 مباراة دولية ولكنه لم يحرز أي هدف.

## الحياة الشخصية
كول تزوج منذ 15 يوليو 2006 من المغنية شيريل آن حيث كان يواعدها منذ سنة 2004. و لكن تم الكشف عن صلة تربط بين كول ومغنية البوب ماريا كاري. وطلبت زوجته شيرل آن الطلاق من زوجها اشلى كول وقدمت اوراقها امام المحكمة بسبب خيانته. واصدر كول كتاب يحكي فيه سيرته الذاتية في سنة 2006 وقد تم بيع 40 ألف نسخة في أول ست شهور من نزوله في السوق.

## روابط خارجية
- أشلي كول على موقع IMDb (الإنجليزية)
- أشلي كول على موقع ميوزك برينز (الإنجليزية)
- أشلي كول على موقع قاعدة بيانات الفيلم (الإنجليزية)
- أشلي كول على موقع الاتحاد الدولي (مؤرشف)  (الإنجليزية)
- أشلي كول على موقع الاتحاد الأوربي (الإنجليزية)
- أشلي كول على موقع الدوري الأمريكي (الإنجليزية)
- أشلي كول على موقع قاعدة بيانات كرة القدم.إي يو (الإنجليزية)
- أشلي كول على موقع ناشيونال فوتبول تيمز (الإنجليزية)
- أشلي كول على موقع Soccerbase.com (لاعب) (الإنجليزية)
- أشلي كول على موقع Soccerway.com (الإنجليزية)
- أشلي كول على موقع عالم كرة القدم.نت (الإنجليزية)
- أشلي كول على موقع كووورة
- أشلي كول على موقع AS.com (الإسبانية)